# 艾朗
艾朗（法語：Airan，法語發音：[ɛʁɑ̃] ⓘ）是法国卡尔瓦多斯省的一个旧市镇，属于卡昂区。2017年，艾朗与临近的4个市镇合并为新市镇瓦朗布赖，艾朗为新市镇行政中心。

## 地理
艾朗（49°6'5"N, 0°9'6"W）面积13.5 平方千米，位于法国诺曼底大区卡爾瓦多斯省，该省份为法国西北部沿海省份，北濒大西洋英吉利海峡，东北与滨海塞纳省以海上边界相接，东临厄尔省，南至奧恩省，西与芒什省接壤。
与艾朗接壤的市镇（或旧市镇、城区）包括：比伊、康特卢、塞尼欧维涅、克莱维尔、克鲁瓦桑维尔、菲耶维尔-布赖、穆尔特、维约菲梅。

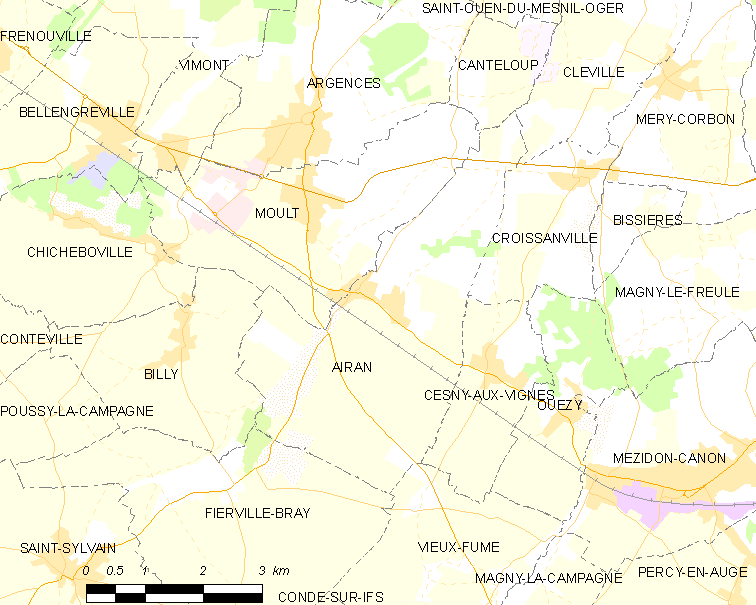
艾朗的OSM定位图

艾朗的时区为UTC+01:00、UTC+02:00（夏令时）。

## 行政
艾朗的邮政编码为14370，INSEE市镇编码为14005。

## 政治
艾朗所属的省级选区为特罗阿恩县。

## 人口

1962-2008年间艾朗人口变化图示

艾朗于2018年1月1日时的人口数量为670人。